# خیرخواهی

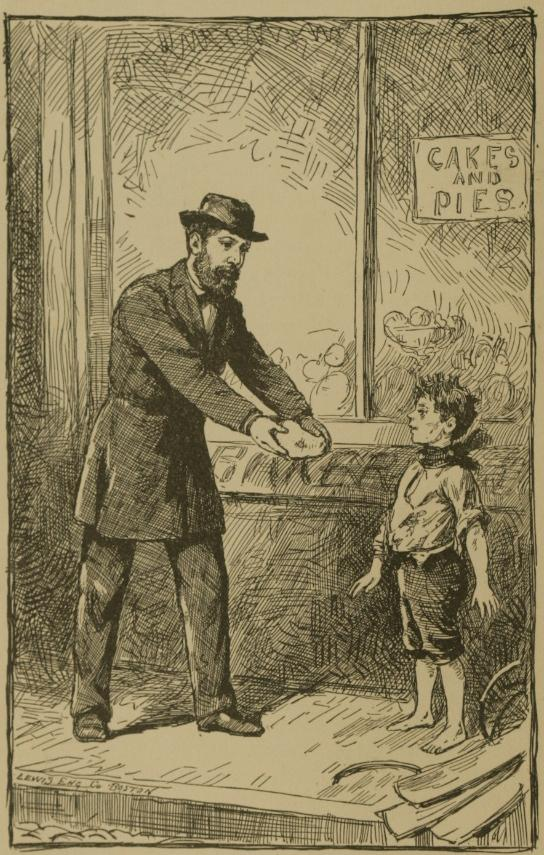
نگاره‌ای از نیکوکاری

کارهای خیریه یا نیکوکاری هرگونه یاری‌رسانی به موجودات زنده و مردمان نیازمند آن است. کمک کالایی و پولی و دادن پول یا دیگر کمک‌های مادی به تهیدستان و مستمندان و دریوزگان با انگیزه‌های مردم دوستی انسان‌دوستانه نیز نیکوکاری است. نیکوکاری در ادیان و کیش‌های اندیشه ای گوناگون، کاری پسندیده و سفارش‌شده‌است.

## نیکوکاری در ادیان

### همازوری و گاهَنبار
همازور نام بخشی از سرود اوستای کُشتی در خُرده اَوستا و از نیایش‌های مزدیسنا است. در این سرود در می‌یابیم که سرایندهٔ سرود، از شنوندگان و باشندگان خواستار است و آرزو می‌کند تا نیکوکاری گسترش یابد و بداندیشی و کژروی نابود گردد؛ بنابراین سرودِ همازوری را می‌توان سفارشِ هم‌بستگی، هم‌باوری، هم‌پیمانی، هم‌راهی، هم‌دلی و هم‌اندیشی نامید. گهنبار نیز از با شکوه‌ترین و مهندترین جشن‌های مردمی مزدیسنان است و برجسته‌ترین انگیزه آن، بار دادن که همان بخشش و دادودَهش و، پدیداری همبستگی و همازوری و پی بردن زرتشتیان از ایستار و جاور یکدیگر در جامعه و هازمان و یاری هم‌وندان خود است. گزاره‌های همچون اَشوداد، اَهُلوُداد و روانیگان نیز در راستای هم‌یاری هستند.

### دانَه
نیکوکاری در ادیان هندی همچون بودیسم، هندوئیسم و جاینسم با نام دانه تعریف (واگران) شده‌است و به چم دادن و داتاری و بخشش است.

### زکات
در اسلام با مفهوم زکات توضیح داده شده و از ارکان اسلام شمرده شده‌است.

### زِدَکَه
در یهودیت با واژهٔ عبری زِدَکَه از آن نام برده شده‌است و در واژه به چم و ماناک دادگری و برابری و عدالت است ولی کمابیش به چم و ماناک نکوکاری و به پایندانی دینی یا تعهد مذهبی و "انجام آنچه درست است" فرنام می‌یابد.

### عشریه
عشریه بخشی از دهمِ چیزی (مانند: دو دهم - یک پنجم) است که به عنوان کمک یا وظیفه به یک سازمان مذهبی یا امور خیریه پرداخت می‌شود. عشریه انواع مختلفی دارد اما یکی از معروف‌ترین آن در بین یهودیان، دادن یک دهم از درآمد برای امور خیریه است.

### وقف
وقف یا همان ورستاد آیینی بس کهن است که پیش از اسلام از بنیانهای دین زرتشتی بود مردم ایران پس از رسیدن اسلام به این کشور با واژه وقف آشنا شدند. در زبان پهلوی واژه‌های اَشوداد، اَهُلوُداد و روانیگان کم‌وبیش چنین کاربردی دارند. همچنین وقف به ماناک پیشکش جاویدان برای پریستکاری همگانی یا نگه داشتن خود آن چیزی و روان بودن سود و کاربری آن در راستای کارهای نیک و خرسندی و خوشنودی خداست. به واگران درست (ماده ۵۵ قانون مدنی) برپایه نوشته آن وقف عبارت است از این‌که «عین مال حبس و منافع آن تسبیل شود». جمع این واژه اوقاف است و به دارایی و زمین وقف شده، موقوفه گفته می‌شود.